# Little Joe (Rakete)
Die beiden Generationen der Little-Joe-Raketen wurden zum Test der Rettungssysteme der Mercury- und Apollo-Raumschiffe verwendet.
Dazu besaßen sie je nach gewünschtem Flugprofil eine unterschiedliche Kombination von Feststofftriebwerken, die im eigentlichen Raketenkörper gebündelt wurden.

## Little Joe I

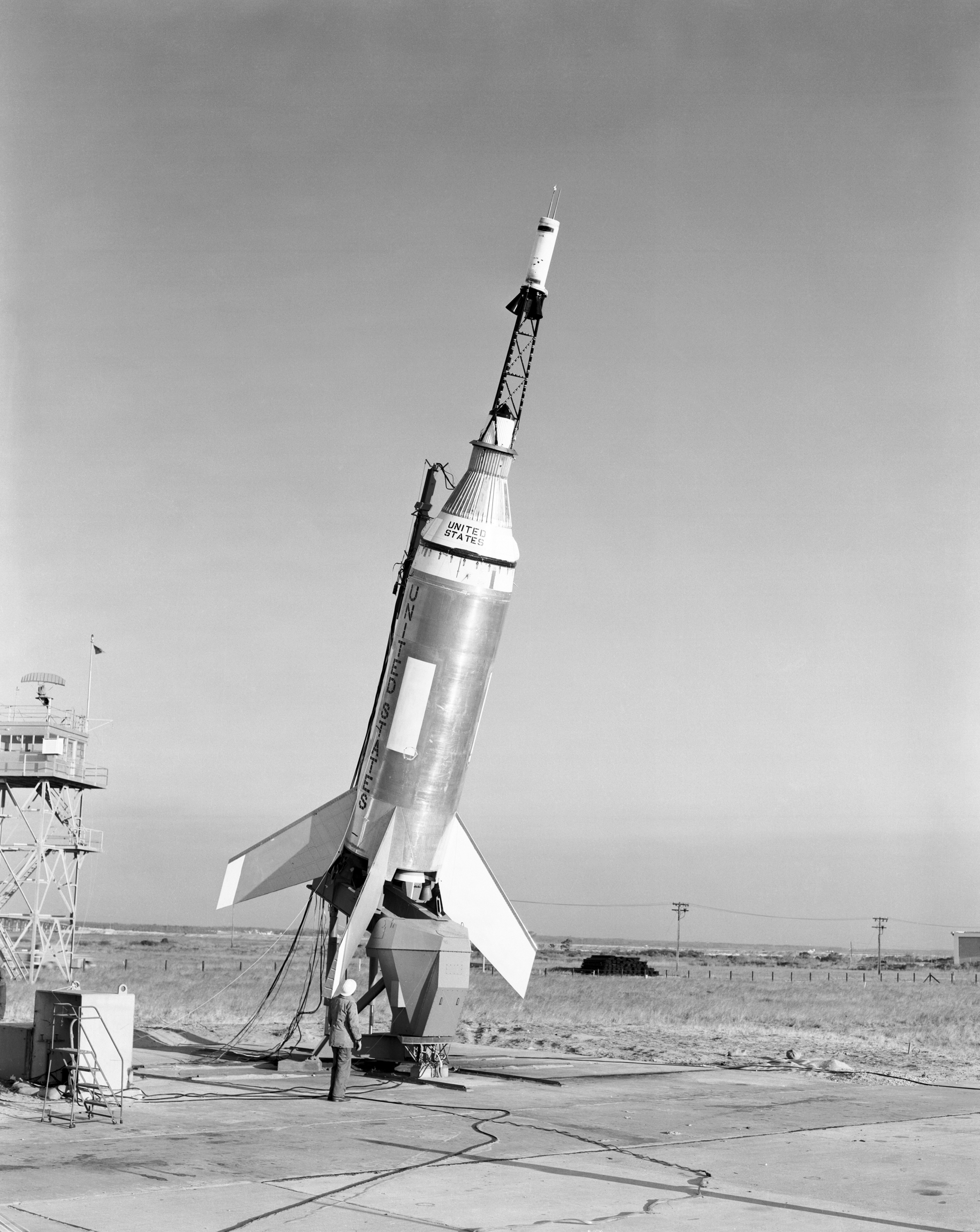
Little-Joe-I-Rakete in Wallops Island mit einer Attrappe eines Mercury-Raumschiffs

Die Little-Joe-I-Rakete wurde mit verschiedenen Kombinationen aus jeweils vier Recruit-Starthilfsraketen und entweder zwei oder vier Castor oder Pollux ausgerüstet. Insgesamt sieben Flüge (und ein fehlgeschlagener Startversuch) fanden von der Wallops Flight Facility aus statt. An einem vorprogrammierten Punkt der Flugbahn erfolgte die Trennung des Mercury-Raumschiffs und es wurde von ihrer Rettungsrakete von der Little Joe weggezogen. Die Flugbahn wurde so gewählt, dass die abgetrennten Mercury-Landekapseln an Fallschirmen im Meer niedergehen konnten. Ursprünglich war im Mercury-Programm geplant, dass alle Astronauten vor ihren eigentlichen Raumflügen einen Trainingsflug auf einer Little-Joe-Rakete durchführen sollten, zur Beschleunigung des Programms wurde dieser Plan jedoch nicht umgesetzt.

### Startliste der Little Joe I
| Mission               | Raketenmotoren      | Start            | Dauer  | Besatzung           | Bemerkung                                     |
| --------------------- | ------------------- | ---------------- | ------ | ------------------- | --------------------------------------------- |
| Mercury-Little-Joe 1  | 4 Pollux, 4 Recruit | 21. August 1959  | 20 s   | unbemannt           | Fehlzündung des Rettungssystems vor dem Start |
| Mercury-Little-Joe 6  | 4 Pollux, 4 Recruit | 4. Oktober 1959  | 5 min  | unbemannt           |                                               |
| Mercury-Little-Joe 1A | 2 Pollux, 4 Recruit | 4. November 1959 | 8 min  | unbemannt           | Fehlstart                                     |
| Mercury-Little-Joe 2  | 4 Castor, 4 Recruit | 4. Dezember 1959 | 11 min | Rhesusaffe Sam      |                                               |
| Mercury-Little-Joe 1B | 2 Pollux, 4 Recruit | 21. Januar 1960  | 8 min  | Rhesusaffe Miss Sam |                                               |
| Mercury-Little-Joe 5  | 2 Pollux, 4 Recruit | 8. November 1960 | 2 min  | unbemannt           | teilweise erfolgreich                         |
| Mercury-Little-Joe 5A | 4 Castor, 4 Recruit | 18. März 1961    | 23 min | unbemannt           |                                               |
| Mercury-Little-Joe 5B | 4 Castor, 4 Recruit | 28. April 1961   | 5 min  | unbemannt           | teilweise erfolgreich                         |

## Little Joe II

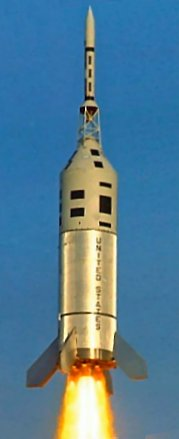
Start einer Little-Joe-II-Rakete mit einem Apollo-Raumschiff

Bei der für das Apollo-Programm vergrößerten Version Little Joe II fand ebenfalls wieder die Recruit-Starthilfsrakete Verwendung. Als Haupttriebwerke wurden jedoch statt der Castor- oder Pollux-Motoren größere Algol-1D-Triebwerke eingesetzt, die der Scout-Rakete entlehnt wurden. Im Gegensatz zum ersten Little-Joe-Programm wurde der Startplatz auf die White Sands Missile Range verlegt, so dass die getesteten Landekapseln auf festem Boden landen mussten.
Eine weitere Verwendung zum Flugtest der Mondlandefähre des Apollo-Programms war ursprünglich in Erwägung gezogen worden, jedoch wurde dies aus Zeitgründen wieder verworfen.
| Konfiguration | Anzahl der Recruit-Raketen | Anzahl der bodengezündeten Algol-1D-Raketen | Anzahl der im Flug gezündeten Algol-1D-Raketen |
| ------------- | -------------------------- | ------------------------------------------- | ---------------------------------------------- |
| 6-1-0         | 6                          | 1                                           | 0                                              |
| 4-2-0         | 4                          | 2                                           | 0                                              |
| 5-2-2         | 5                          | 2                                           | 2                                              |
| 0-3-3         | 0                          | 3                                           | 3                                              |

### Startliste der Little Joe II
| Mission | Konfiguration | Start            | Dauer   | Besatzung | Bemerkung                                                   |
| ------- | ------------- | ---------------- | ------- | --------- | ----------------------------------------------------------- |
| QTV     | 6-1-0         | 28. August 1963  | 99,07 s | unbemannt | Testflug der Little-Joe-II-Rakete ohne eigentliche Nutzlast |
| A-001   | 6-1-0         | 13. Mai 1964     | 350,3 s | unbemannt | Flug mit Apollo-Attrappe                                    |
| A-002   | 4-2-0         | 8. Dezember 1964 | 443,4 s | unbemannt | Flug mit Apollo-Attrappe                                    |
| A-003   | 0-3-3         | 19. Mai 1965     | 302,8 s | unbemannt | Flug mit Apollo-Attrappe                                    |
| A-004   | 5-2-2         | 20. Januar 1966  | 310,0 s | unbemannt | Flug mit vollständigem Apollo-Raumschiff                    |